# Oktil-gallát
Az oktil-gallát (E311) egy vegyület, mely az oktanol és a galluszsav reakciójából keletkezik. Az élelmiszerekben antioxidánsként a zsírok avasodásának gátlására alkalmazzák. Előfordulhat olajokban, zsírokban, margarinban, levesekben és más élelmiszerekben. Az élelmiszerekben felhasználható mennyiségét szigorúan korlátozzák, mert a szervezetben galluszsavvá bomlik, mely ekcémát, gyomorbántalmakat és hiperaktivitást okozhat. Napi maximum beviteli mennyiség 0,5 mg/testsúlykg.